# Башмурские восстания
Башмурские восстания — серия восстаний египетских христиан-коптов против арабо-мусульманского владычества в VIII—IX веках, наиболее интенсивных в регионе Башмур дельты Нила. 

## Ход восстаний
Арабский историк XV века аль-Макризи между 725 и 832 годом называет шесть выступлений коптов, но современные историки насчитывают их больше. Арабская историография традиционно называет причиной восстаний тяжёлый налоговый гнёт, которому омейядские и аббасидские правители подвергли христианское население Египта. Из девяти зарегистрированных египетских восстаний между 693/694 и 832 годами только башмурские восстания потребовали личного вмешательства халифов.
Границы региона Башмур в настоящее время точно не известны, но известно, что он занимал низменную и болотистую часть дельты Нила в районе озера Буруллос. Население Башмура представляло собой отдельный субэтнос, известный в хрониках как аль-Бима, говорящий на особом диалекте коптского языка.
По словам аль-Кинди, во время губернаторства Бишра ибн Сафвана (апрель 720 – апрель 721) византийский флот высадился в Тиннисе. Ибн Ахмар, сын местного правителя Масламы аль-Муради, был убит. Северная часть Дельты, по-видимому, не находилась под контролем Омейядов в то время и, возможно, контролировалась мятежниками.
К 749 году башмурцы открыто восстали. Лидера мятежников аль-Кинди и Мина ибн Бакира (Менас, сын Апакируса) в «Истории патриархов Александрии» называют Абу Мина. Нередко коптское имя, начинающееся с апа-, интерпретируется как кунья с Абу на арабском языке. Это восстание началось в Шубре около Саманнуда. Согласно Савирусу ибн аль-Мукаффе, многочисленные сухопутные и морские кампании губернатора Хаусары ибн Сухайля не смогли их покорить. Неспособность губернатора подавить восстание побудила халифа Марвана II лично прибыть с армией из Дамаска. Хотя он предложил перемирие, башмурцы отвергли его, и армия из Дамаска была отправлена против них.
В этот момент Хаутара взял коптского патриарха Михаила I в заложники в Розетте и пригрозил убить его, если башмурцы не сложат оружие. Башмурцы напали на Розетту и разграбили ее, вырезав ее арабских жителей. Было наступление до Пелусия против армии Омейядов. В ответ Марван приказал разграбить и разрушить коптские деревни и монастыри по всей Дельте. Его кампания потерпела неудачу, и в 750 году он был свергнут в ходе Аббасидской революции. Аббасиды даровали амнистию башмурцам и освободили их от налогов на первые два фискальных года. Абу Мина был убит во время восстания.
Всеобщее восстание Дельты произошло в 767 году. Башмурцы (называемые башрудами в арабских источниках) объединились с арабскими поселенцами против правительства Аббасидов. Местные чиновники были убиты. Губернатор Язид ибн Хатим послал против них войско, но оно было разбито и вынуждено отступить в аль-Фустат.
Последнее и самое мощное восстание против мусульман произошло там в 831—832 годах. Причиной начавшегося в сентябре 831 года восстания, как и ранее, стала деятельность сборщиков налогов, направленных в страну правитель западной части халифата аль-Му’тасим. На стороне коптов выступило и арабское население провинции. Предводителем восстания стал Ибн Убайдус, потомок одного из первых мусульманских поселенцев в Египте. На подавление восстания был направлен полководец Афшин. Ему удалось захватить и казнить Ибн Убайдуса, но Башмур остался непокорённым. Коптский патриарх Йусаб безуспешно призывал восставших сдаться. В 832 году в Египет для переговоров прибыл халиф аль-Мамун, обещавший башмуритам прощение, если они покорятся. После провала переговоров, Афшину сопутствовал успех по причине обмеления Нила. Большая часть населения Башмура была убита, остальные проданы в рабство или расселены по другим регионам. Субэтнос аль-Бима прекратил существование, исламизация коптов ускорилась, а сами копты утратили воинственность.